# تواردیتسا (استان بورگاس)
تواردیتسا (به بلغاری: Tvarditsa) یک منطقهٔ مسکونی در بلغارستان است که در شهرستان بورگاس واقع شده‌است.